# Live Meltdown
Live Meltdown je záznam koncertu skupiny Judas Priest.

## Seznam skladeb

### CD - 1
1. "The Hellion"
2. "Electric Eye"
3. "Metal Gods"
4. "Grinder"
5. "Rapid Fire"
6. "Blood Stained"
7. "The Sentinel"
8. "Touch Of Evil"
9. "Burn In Hell"
10. "The Ripper"
11. "Bullet Train"
12. "Beyond The Realms Of Death"
13. "Death Row"

### CD - 2
1. "Metal Meltdown"
2. "Night Crawler"
3. "Abductors"
4. "Victim Of Changes"
5. "Diamonds & Rust"
6. "Breaking The Law"
7. "The Green Manalishi"
8. "Painkiller"
9. "You've Got Another Thing Coming"
10. "Hell Bent For Leather"
11. "Living After Midnight"

## Sestava
- Tim 'Ripper' Owens – zpěv
- K.K. Downing – kytara
- Glenn Tipton – kytara
- Ian Hill – baskytara
- Scott Travis – bicí